# Camden Palace

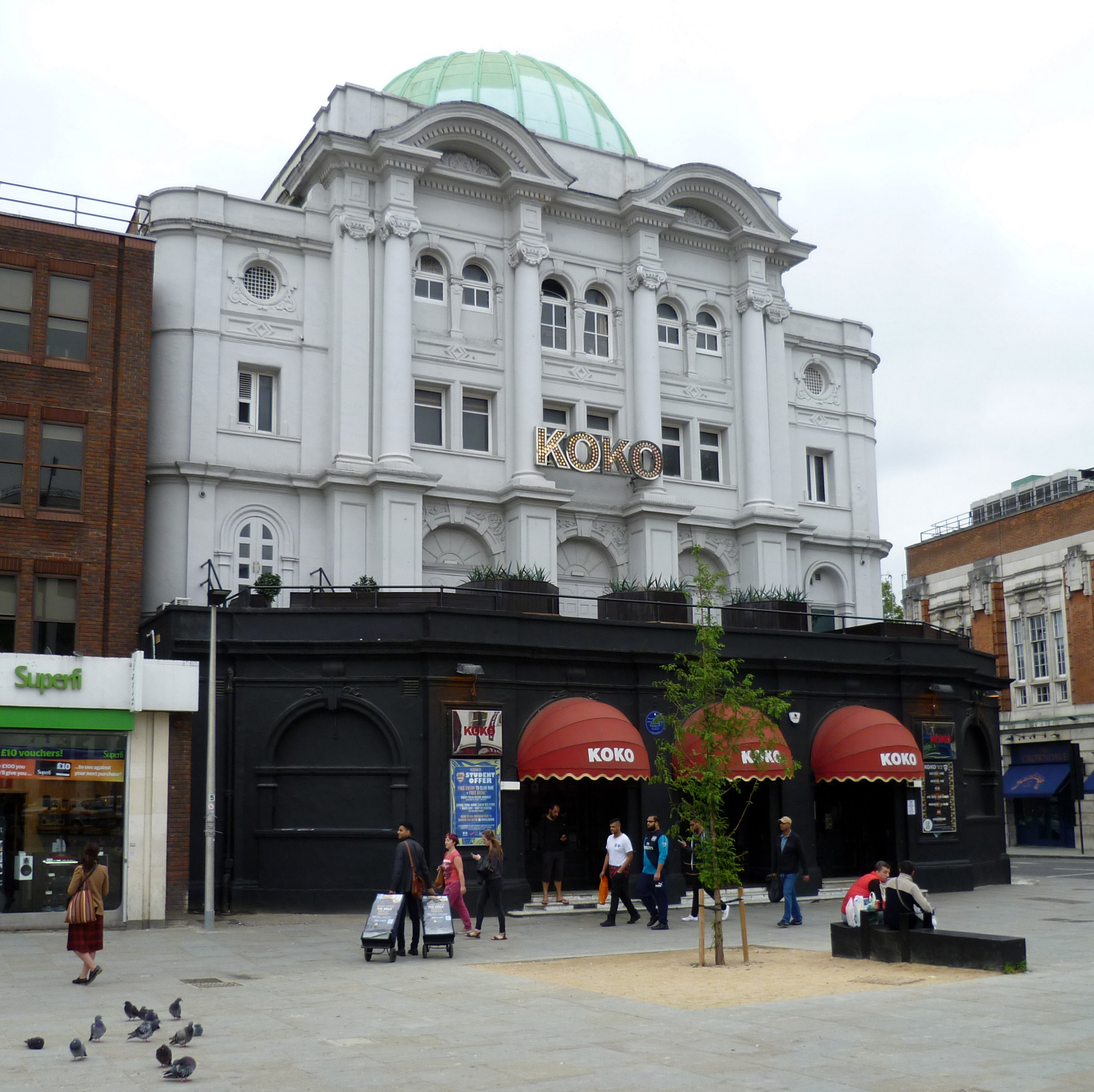
Ehemaliges Camden Theatre, ab 2004 unter dem Namen KOKO

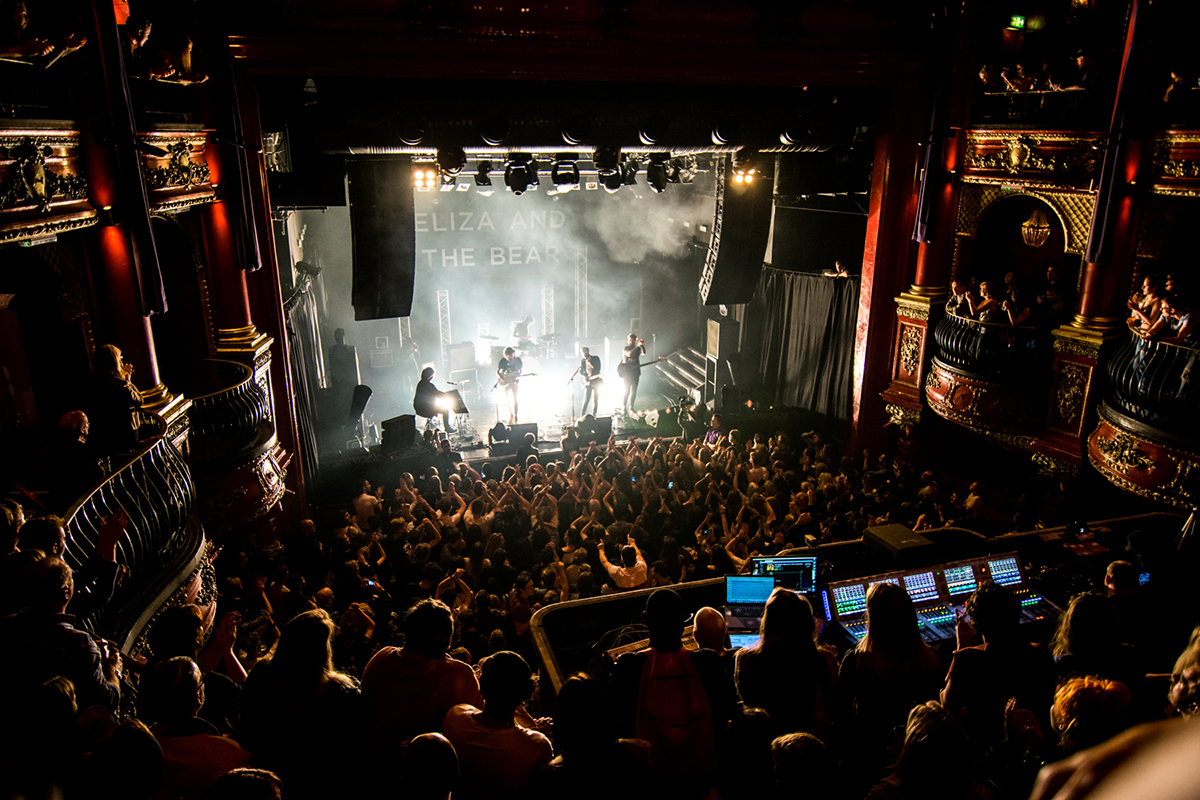
Konzert im KOKO (2015)

Camden Palace ist ein Londoner Veranstaltungsort im Stadtteil Camden, welcher heute unter dem Namen KOKO firmiert und vorwiegend als Konzert-Location genutzt wird. Das Gebäude, ursprünglich „Camden Theatre“ genannt, wurde im Jahre 1900 erbaut und diente anfänglich als Theater. Es gilt als eine der berühmtesten und traditionsreichsten Theater- und Kulturstätten Englands.
Frühere Namen des Theaters, welches im Laufe der Zeit auch als Kino, Club- und Rave-Location genutzt wurde, waren: Camden Theatre, Camden Hippodrome Theatre, Camden Hippodrome Picture Theatre, The Music Machine und Camden Palace. Unter anderem traten hier wiederholt Musiker wie Coldplay, Madonna oder Prince auf. Von 1945 bis 1972 wurde das Gebäude von der BBC als „Radio Theatre“ genutzt.
In der Londoner House- und Techno-Szene ist die Location als Austragungsort zahlreicher Events bekannt, die von populären Clubs dort zwischen 1992 und 2004 ausgerichtet wurden, unter anderem Peach, Frantic, Moondance, Tonic, Heat und Raindance. Im Jahr 2004 wurde die Location geschlossen und komplett saniert, da das Innere von den vielen Rave-Veranstaltungen stark mitgenommen war. Auch die äußere Bausubstanz wurde erneuert.
Seit der Wiedereröffnung nutzt der neue Betreiber KOKO das Gebäude als vielseitigen Veranstaltungsort für Live-Konzerte, Theater und Kabarett, Clubnächte, Firmenevents und Fernsehproduktionen und legt Wert darauf, dass nur wenige Techno-Events dort stattfinden. Außerdem wurde beschlossen, die Notausgänge, welche zu einem Labyrinth von Tunneln im Inneren des Mauerwerks führen, mit einem Alarmsystem zu versehen, da diese Gewölbe und Gänge sich zu den Rave-Zeiten der Location zu einem rechtsfreien Raum entwickelt hatten, der von dem Sicherheitspersonal nicht zu kontrollieren war.
AC/DC-Legende Bon Scott verbrachte im damaligen Club Music Machine seine letzte Nacht, nach welcher er anschließend in einem Auto vor der Overhill Road 67 starb. 
Am 6. Januar 2020 kam es während Renovierungsarbeiten zu einem Brand des Dachstuhls.